# 반호르
반호르(네덜란드어: Van Hool NV)는 벨기에의 자동차 메이커로 주로 시내버스, 전세버스, 트롤리버스를 생산하고 있으며 그 밖에도 트레일러까지 생산하고 있다. 버스의 경우 반호르에서 제작하고 있으며 캐터필러, 커민스, DAF 트럭, MAN에서 제작한 엔진과 엑셀을 채택하고 있으켜 ZF, 호이트에서 제작한 변속기를 채택하고 있다. 이 중 일부 차량의 경우 볼보 버스 및 스카니아와 같은 상용차 업체에서 버스 차대에 버스 차체를 설치하는 작업을 한다.

## 역사
1947년에 베르나르드 반호르에 의해 설립되었다. 설립 초기부터 유럽 전 지역에 모델을 수입해 판매하기 시작했다. 1957년에 이탈리아의 자동차 기업인 피아트와 제휴를 체결했다. 1958년에 반호르 피아트 생산한지 1년도 되지 않아 100대를 돌파했고 1961년에 500대를 돌파했다. 1981년에 피아트와 제휴를 종료했다. 1982년 아시아 국가 최초로 일본에 수출하면서 2층 버스 모델을 도입했다. 초기형 차량의 경우 메르세데스-벤츠에서 제작된 엔진을 탑재 했으나 후기형의 경우 MAN에서 제작된 엔진을 탑재했다. 1983년에 아틀란 차량이 추가로 일본에 수출되었고 1984년에 아스트론 차량도 도입이 되었다. 1985년에 AU138J 모델을 일본에 수출해 운용한 바 있다. 1990년에 LAG 자동차를 인수해 10년간 EOS 모델을 생산한 바 있다.
2016년에 일본에 다시 진출하면서 스카니아에서 제작된 차체를 기반으로 제작된 TDX24 모델이 출시되었다. 같은 해 4월부터 판매에 들어갔다. 2018년 3월부터 게이세이 버스에서 도쿄역 ~ 나리타 국제공항간 공항버스 노선에 도입했다. 같은 해 4월에 일본의 고속버스 기업인 잼 익스프레스(일본어: ジャムジャムエクスプレス)가 아스트로 메가를 도입해 잼 라이너(일본어: ジャムジャムライナー) 브랜드로 도쿄 디즈니 랜드에서 케이한신 구간을 운행하기 시작했다. 그 후 JR 버스 간토도 아스트로 메가를 도입했고 같은 해 7월 14일부터 도쿄 디즈니 랜드에서 신주쿠 구간을 운행하기 시작했다. 같은 해 9월 1일부터 도메이 고속도로 구간을 운행하는 노선에 도입되었다.

## 현재 생산차종

#### 유럽
- A308 중형 버스, 저상버스, 디젤 하이브리드 사양
- A309 중형 버스, 하이브리드 사양
- A320 고상 버스 (단종)
- A300 저상버스, 디젤 하이브리드 사양
- A300 천연 가스 사양
- A360 고상 버스, 디젤 하이브리드 사양
- A330 고상 버스, 디젤 하이브리드 사양
- A330 천연 가스 사양
- AG300 굴절 트롤리버스, 하이브리드 사양
- AGG300 굴절버스 사양
- A330T 트롤리버스 사양
- AG300T
- AG300 천연 가스, 굴절버스 사양
- 익스쿼시티 18 굴절버스 사양 (디젤 하이브리드, 트롤리버스, 전기)
- 익스쿼시티 24 굴절버스 사양 (디젤 하이브리드, 트롤리버스, 전기)
- A308E 전기 버스

#### 북아메리카
- 뉴A300K 30-피트 (9.1 m) A300L 단축 버전 차량
- 뉴A300L 40-피트 (12.2 m) 저상버스 차량
- 뉴A330 40-피트 (12.2 m) 저상버스 차량
- 뉴AG300 60-피트 (18.3 m) 굴절버스 차량

## 사진

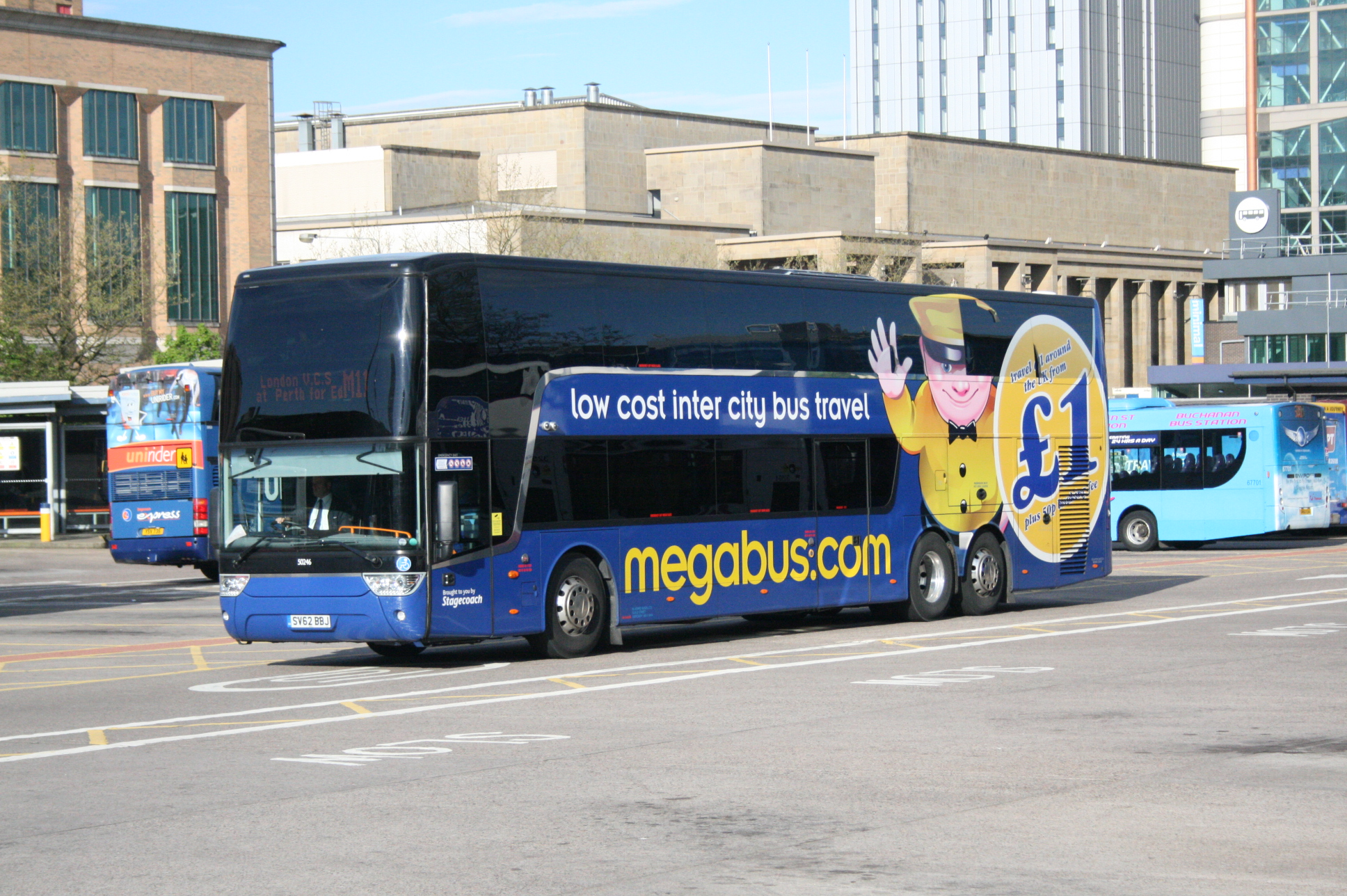
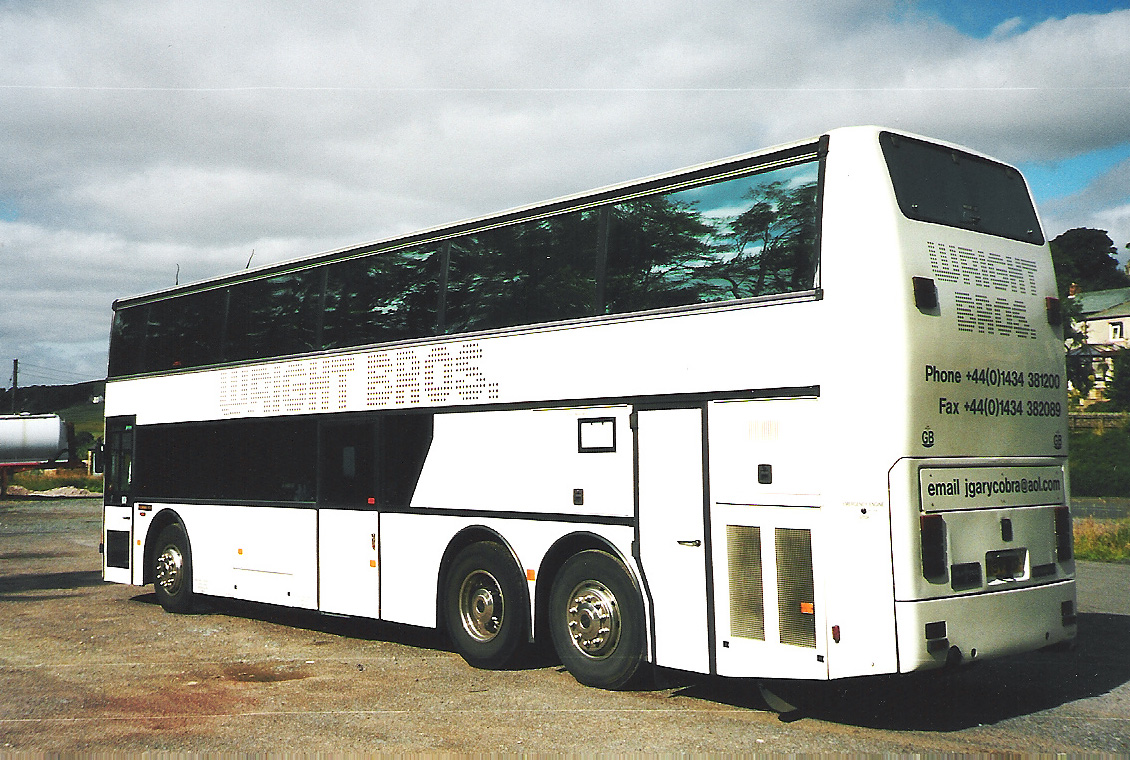
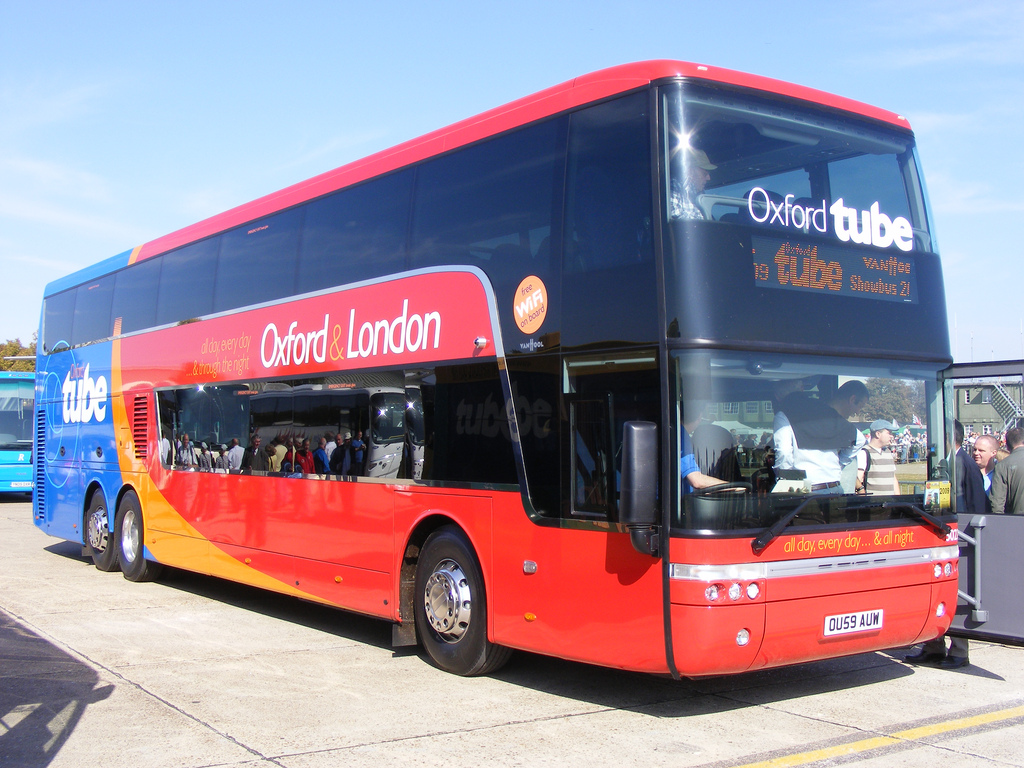
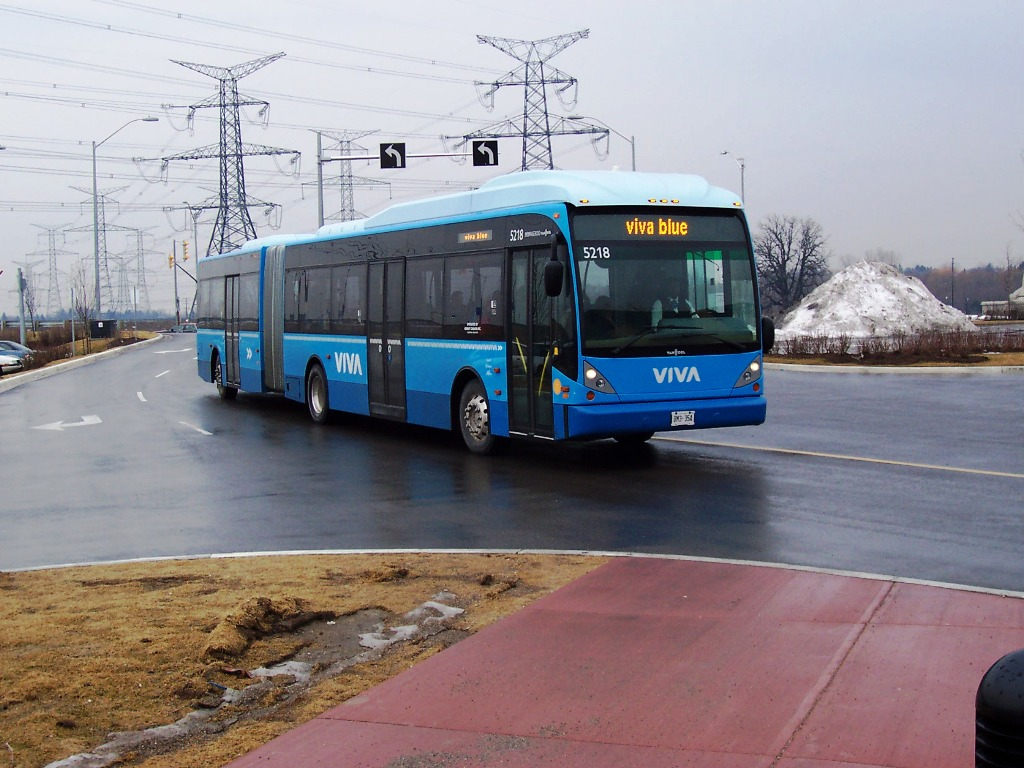
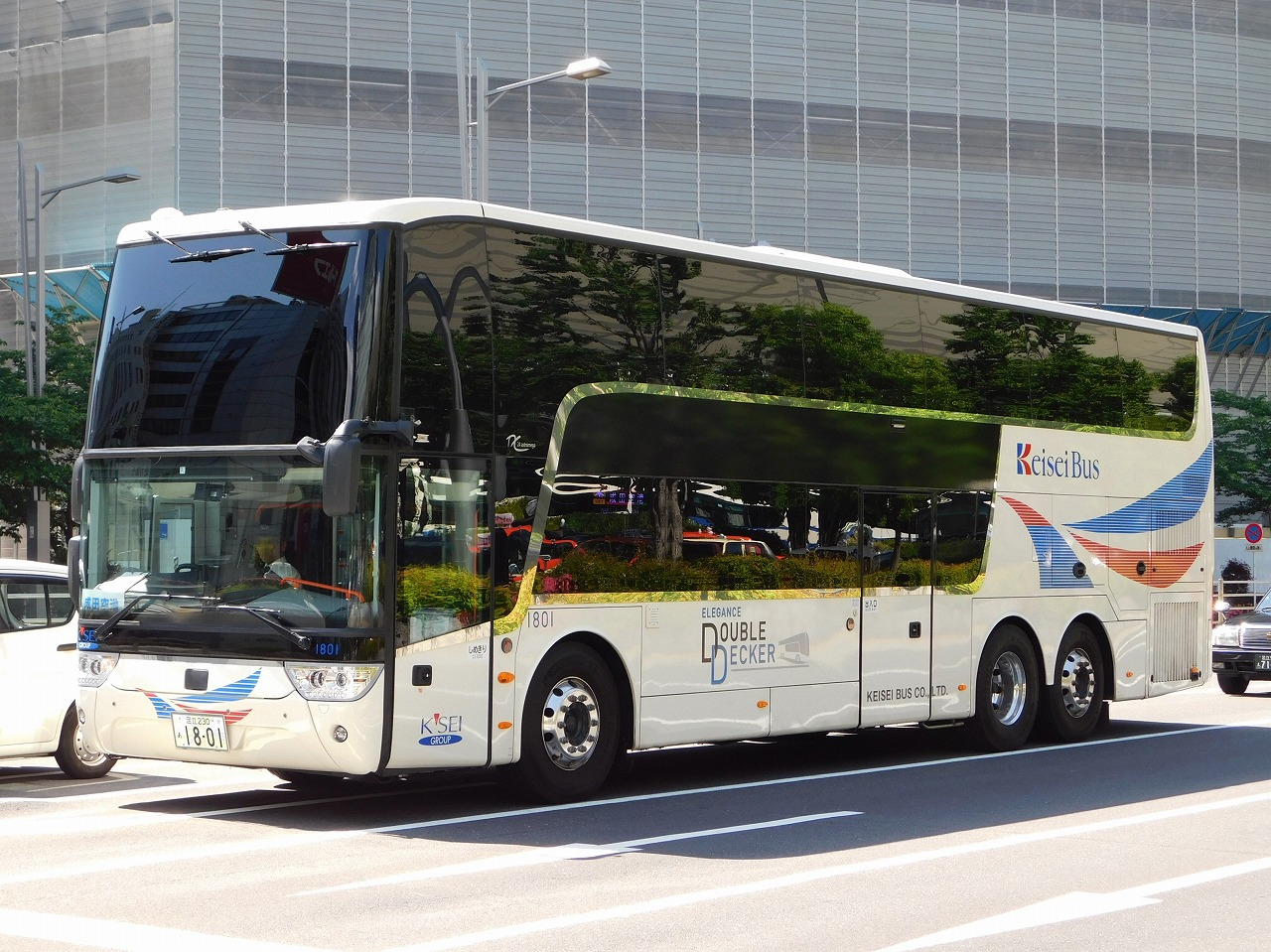
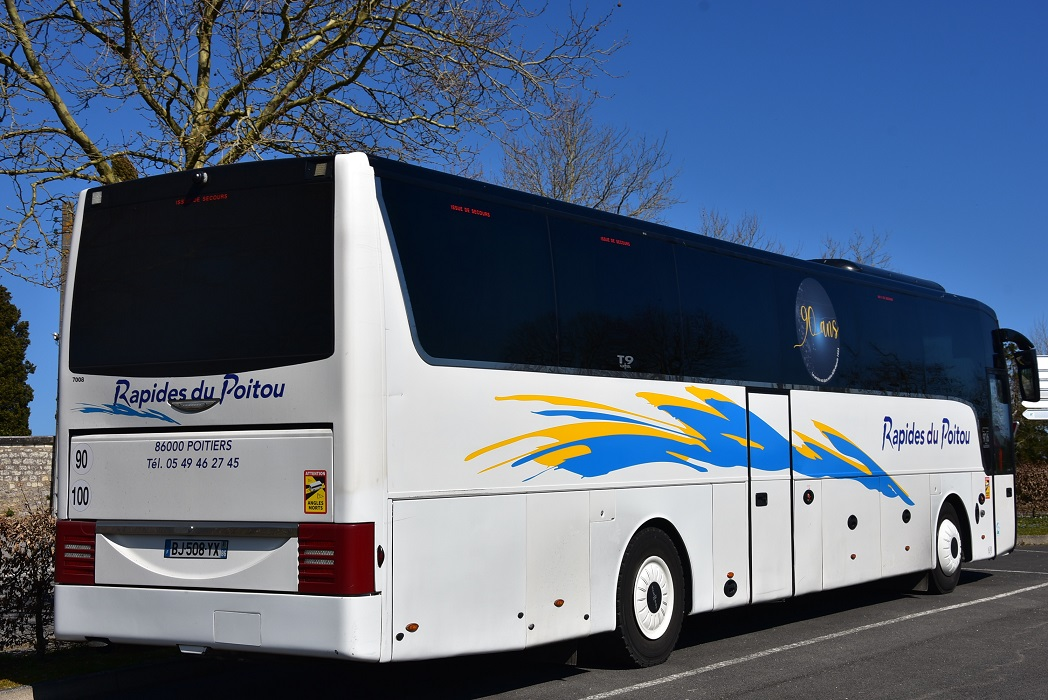

### 고속버스, 전세버스

#### 유럽
- T915 아틀란
- T916 아틀란
- TX11 알리크론
- TX15 알리크론
- TX16 알리크론
- TX15 애크론
- TX16 애크론
- TX17 애크론
- TX18 애크론
- TX16 아스트로
- TX17 아스트로
- TX15 아스토네프
- TX16 아스토네프
- TX17 아스토네프
- TX17 알타노
- TX18 알타노
- TX19 알타노
- TDX20 알타노
- TDX21 알타노
- TDX25 아스트로메가
- TDX27 아스트로메가
- EX15H[5]
- EX16M
- EX17H

#### 북아메리카
- TX40
- TX45
- CX45
- TD925 아스트로메가 USA

#### 일본
- TDX24 아스트로메가